# مونو سیتی (کالیفرنیا)
مونو سیتی (به انگلیسی: Mono City) یک منطقهٔ مسکونی در ایالات متحده آمریکا است که در شهرستان مونو، کالیفرنیا واقع شده‌است. مونو سیتی ۱۴٫۰۴۸ کیلومتر مربع مساحت و ۱۷۲ نفر جمعیت دارد و ۲٬۰۶۳ متر بالاتر از سطح دریا واقع شده‌است.